# Dalennätverket
Dalennätverket är ett kriminellt nätverk som verkar främst i Dalen och Skarpnäck i Stockholm.
Enligt uppgifter i medier omfattar nätverket omkring 70 personer.[källa behövs] Nätverket är involverat i narkotikahandel, våldsbrott, vapenbrott och utpressning. De använder sig bland annat av våld och hot för att tvinga människor att medverka i dess verksamhet eller för att avskräcka personer från att samarbeta med polis och andra myndigheter. Gängets inflytande bedöms på olika sätt påverka vardagen för boende i området. Enligt uppgifter tvingas barn så unga som tolv år att lagra och sälja droger och vapen åt nätverkets medlemmar.[källa behövs]
Omkring 2014 larmade människor i Dalen om att kriminella ungdomar trakasserade och hotade människor. Ett kriminellt nätverk bestående av lokala ungdomar hade då börjat växa fram. I slutet av 2018 sköts nätverkets påstådde ledare, Faiz Khan, känd som ”Paki”, ihjäl. Paki sägs ha haft anknytningar till det så kallade Hagsätranätverket och andra kriminella nätverk i norra och nordvästra Stockholm. Ett halvår före mordet hade han blivit dömd för våldsbrott, och han hade tidigare varit frihetsberövad för grov brottslighet. Mannen som åtalades för mordet friades både i tingsrätt och hovrätt. Även han anses ha tillhört det kriminella nätverket i området.[källa behövs]
Dalennätverkets narkotikahantering har lett till en omfattande konflikt med Nätverk Foxtrot och dess ledare Rawa Majid, där bland annat flera våldsdåd har utförts av Dalennätverket och deras allierade Farsta Yngre riktade mot Majids familj och släkt.
Medlemmar i Dalennätverket ska också ha hjälpt till att kidnappa rapparen Einár i april 2020. Sannolikt betraktades Einár inte som medlem i nätverket, men det verkar troligt att han hade kontakter med personer inom nätverket. De flesta som häktades för kidnappningen tillhörde Vårbynätverket och ärendet löstes genom avlyssning av EncroChat. Dådet ska ha planerats och styrts av Dalennätverkets ledare Mario Golzar Mia, som dock lyckades hålla sig undangömd i två år från polisen. I februari 2023 dömdes Golzar Mia till 13 års fängelse för människorov, rån, försök till grov utpressning, förberedelse till allmänfarlig ödeläggelse, synnerligen grovt narkotikabrott samt grov misshandel.
Förutom Golzar Mia utpekas Mikael Tenezos som ledare för Dalennätverket.

## Medlemmar
Ledande personer i Dalennätverket är Mario Golzar Mia, hans bror Victor Miah, rapparen Haval, Ildar Galiyev, som kallas Scar, rapparen Thrife och Mikael Tenezos, som kallas Greken. Galiyev uppges ibland vara kazakisk medborgare och ibland bulgarisk medborgare. Han är en av de personer som misstänks ha varit inblandade i mordet på Einár. Mario Golzar Mia och Victor Miah är bulgariska medborgare.